# Desmoscolex labiosus
Desmoscolex labiosus är en rundmaskart som beskrevs av Lorenzen 1969. Desmoscolex labiosus ingår i släktet Desmoscolex och familjen Desmoscolecidae. Arten är reproducerande i Sverige. Inga underarter finns listade i Catalogue of Life.